# 舒昌南鰍
舒昌南鰍（學名：Schistura shuensis）為輻鰭魚綱鯉形目條鰍科南鰍屬的其中一種。分布於亞洲巴基斯坦奇纳布河流域，體長可達3.9公分，棲息在河川底層水域，生活習性不明。

## 扩展阅读
維基物種上的相關：舒昌南鰍